# Kelly Nevolihhin
Kelly Nevolihhin (* 15. November 1992) ist eine estnische Leichtathletin, die im Mittelstrecken- und Hindernislauf an den Start geht.

## Sportliche Laufbahn
Erste internationale Erfahrungen sammelte Kelly Nevolihhin beim Europäischen Olympischen Jugendfestival (EYOF) 2009 in Tampere, bei dem sie  im 2000-Meter-Hindernislauf in 7:27,23 min den zehnten Platz belegte. 2011 schied sie bei den Junioreneuropameisterschaften in Tallinn über 3000 Meter Hindernis mit 11:43,84 min im Vorlauf aus. 2015 nahm sie erstmals an der Sommer-Universiade in Gwangju teil, schied dort im 800-Meter-Lauf mit 2:11,87 min in der ersten Runde aus, wie auch über 1500 Meter mit 4:34,29 min. Zudem belegte sie mit der estnischen 4-mal-400-Meter-Staffel in 3:51,99 min den achten Platz. Zwei Jahre später scheiterte sie bei den Studentenweltspielen in Taipeh über 800 Meter mit 2:11,96 min im Vorlauf, wie auch im 1500-Meter-Lauf mit 4:33,46 min. 
2015, 2019 und 2020 wurde Nevolihhin estnische Meisterin im 800-Meter-Lauf sowie 2015 und 2020 auch über 1500 Meter. Im Hindernislauf siegte sie 2013. In der Halle siegte sie 2017 und 2020 über 1500 Meter und 2017 auch über 800 Meter.

## Persönliche Bestleistungen
- 800 Meter: 2:06,88 min, 15. Juni 2019 in Ogre
  - 800 Meter (Halle): 2:12,52 min, 19. Februar 2017 in Tallinn
- 1500 Meter: 4:23,75 s, 16. Juni 2019 in Ogre
  - 1500 Meter (Halle): 4:38,92 min, 21. Februar 2015 in Tallinn
- 3000 m Hindernis: 11:16,67 min, 26. Juni 2013 in Vöru